# Фресінет (Клуж)
Фресінет (рум. Frăsinet) — село у повіті Клуж в Румунії. Входить до складу комуни Бейшоара.
Село розташоване на відстані 321 км на північний захід від Бухареста, 24 км на південний захід від Клуж-Напоки.

## Населення
За даними перепису населення 2002 року у селі проживали 50 осіб, усі — румуни. Усі жителі села рідною мовою назвали румунську.